# Museum Uslar

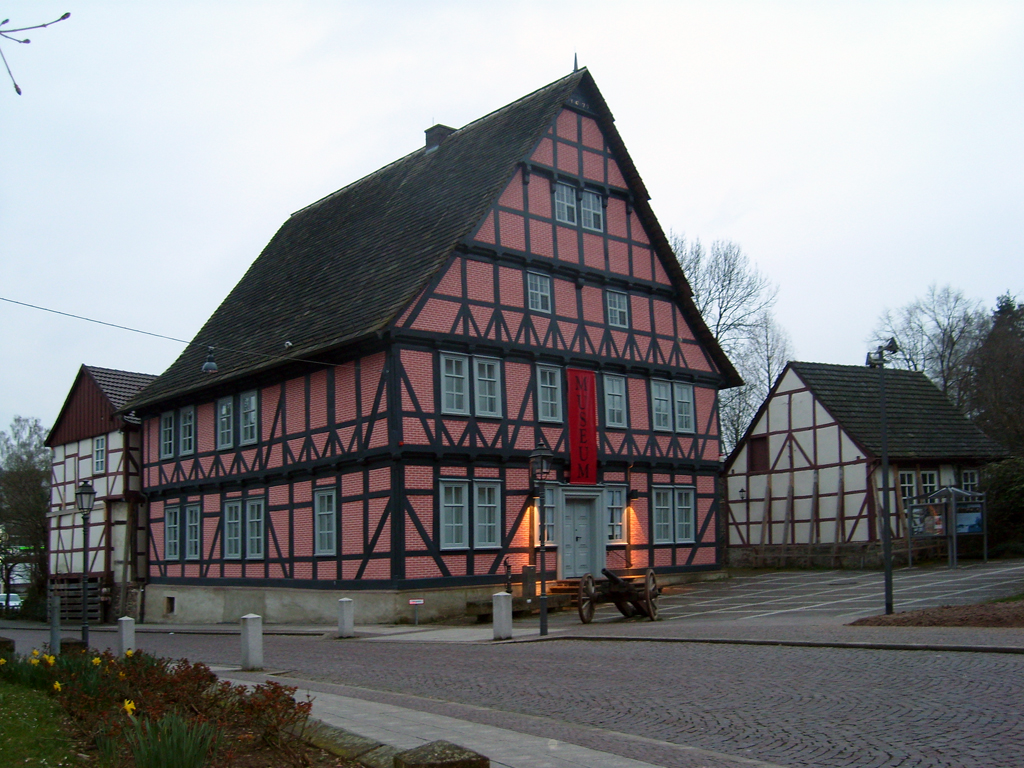
Museum Uslar, 2008

Das Museum Uslar ist ein Museum für Heimatkunde in Uslar im Landkreis Northeim. Es beschäftigt sich mit der Geschichte der Stadt und des Sollings. Auf etwa 1000 Quadratmetern beherbergt es zahlreiche Ausstellungsstücke, unter anderem eine besondere Sammlung von Totenkronen aus der Kapelle des Uslarer Ortsteils Vahle.

## Geschichte
Das Museum wurde 1907 auf Mitbetreiben Heinrich Sohnreys gegründet. Mit der Sammlung von Ausstellungsgegenständen wurde laut einer Meldung der „Sollinger Nachrichten“ (ehemalige lokale Wochen-Zeitung) im Jahre 1937 begonnen.

## Veranstaltungen
Seit Ende der 1980er-Jahre finden im Museum Uslar regelmäßig Sonderausstellungen statt. Sie befassen sich seit 1994  thematisch überwiegend mit der Zeitgeschichte beziehungsweise der Sozialgeschichte und dem alltäglichen Leben der „kleinen Leute“ in der Solling-Region. Einige Ausstellungs-Projekte wurden in Zusammenarbeit mit örtlichen Vereinen geplant und durchgeführt.

### Sonderausstellungen
2005
- Alltag jüdischer Kinder im Nationalsozialismus.
- WaldLandFluss. Fotos aus dem Solling und dem Wesertal. Von Wolfgang Janke.
- Heimatfronten. Kriegsalltag im Solling 1939 bis 1945.
- Gesundheit! Aspekte zum historischen Gesundheitswesen.

2006
- Auf Isegrims Spuren. Wölfe im Solling.
- Heimatliteratur. Bücher aus dem Solling.
- StadtWaldFluss. Gemälde aus dem Solling.
- Die Sollinger. Lebenswege im Uslarer Land.

2007
- Energie @home. Ausstellung für eine zukunftsweisende Energietechnik.
- Lebenslandschaften. Gemälde aus dem Solling von Harry Wittenburg.
- Vogelperspektiven. Historische Luftbilder aus dem Uslarer Land.
- Kinderträume und Kinderalltag im Solling. 1945 bis 1965.
- Brückenschläge. Gemälde aus Schlochau (polnische Partnerstadt der Stadt Uslar) von Stanislawa Sierant.

2008
- Kaisers Zeiten. Das Uslarer Land vor 100 Jahren. 20. Januar bis 12. Mai 2008.
- Ja, ich will. Heiraten gestern und heute. 25. Mai bis 24. August 2008.
- Patch-Work-Ausstellung der Gruppe „Stubenquilter“. 31. August bis 28. September 2008.
- Sagenhafter Solling. Kunstausstellung über Sagen und Märchen aus dem Weserbergland. 5. Oktober bis 9. November 2008.
- Sagen und Märchen aus dem Solling und dem Wesertal. In Zusammenarbeit mit dem Theater der Nacht aus Northeim und dem Kulturzentrum Weserrenaissance auf Schloss Bevern. 23. November bis 28. Februar 2009.[4]

2010
- Die Arbeit nahm kein Ende. Frauenleben im Solling.

2011
- Die Zeit des Aufbruchs. Die 50er-Jahre im Solling. 6. November bis 18. Dezember 2011.[5]

2012
- Die Zeit des Aufbruchs. Die 50er-Jahre im Solling. 8. Januar bis 5. Februar 2012.
- Das vergessene Volk – Bushman-Art aus Südafrika. Buschmänner in Südafrika und Namibia. 12. August bis 21. Oktober 2012[6]
- Die schwarze Macht. Wildschweine im Solling.

2014
- Steckrüben und Stahlgewitter – die Sollinger im Ersten Weltkrieg. 3. August bis 23. November 2014[7]

2015
- Eisen aus Uslar – 300 Jahre Eisenverarbeitung im Solling. 16. August bis 15. November 2015.[8]

2016/2017
- Heiße Helden. Die Feuerwehren der Stadt Uslar. 5. Juni bis 25. September 2016.[9][10]
- Im Reich der Finsternis. Eine Geschichte der Dunkelheit. 27. November 2016 bis 2. April 2017.[11]

2017
- Der Wilde Wald. Leben und Arbeiten im Solling. 16. Juli bis 12. November 2017.[12]

## Veröffentlichungen
Zu den Ausstellungen und Projekten des Museums wurden einige Broschüren, Bücher und Hefte veröffentlicht.
- Maren Röber, Helmut Schreckenbach, Wolfgang Schäfer (Hrsg.): Das Wirtshaus im Solling. Berichte, Bilder und Dokumente aus der Geschichte der Gaststätten im Raum Uslar. Museum Uslar, Uslar 1994.
- Detlev Herbst, Wolfgang Schäfer: Gedenke und vergiss nie! Juden im Solling. Museum Uslar, Uslar 1995.
- Beate Birkigt-Quentin, Gerd Busse, Wolfgang Schäfer (Hrsg.): Flachs und Leinen zwischen Leine und Weser. Berichte und Bilder aus Adelebsen, Uslar und Wahlsburg. Adelebsen, Uslar, Wahlsburg 1995.
- Wolfgang Schäfer (Hrsg.): Auf dem Lande. Leben im Solling und im Wesertal. Fotografien von Heinrich Fritz (1879 bis 1945). Verlag Jörg Mitzkat Holzminden (ohne Jahresangabe).
- Wolfgang Schäfer (Hrsg.): Der Traum vom kleinen Glück. Der Solling in den 50er Jahren. Verlag Jörg Mitzkat, Holzminden 1998.
- Matthias Seeliger (Hrsg.): 1848 – (k)eine Revolution zwischen Leine und Weser. Bielefeld 1999.
- Gerhard Brodhage, Wolfgang Schäfer (Hrsg.): Waldleben. Leben und Arbeiten im Sollinger Walde. Verlag Jörg Mitzkat, Holzminden 2000.
- Wolfgang Schäfer (Hrsg.): Wir spielten nur auf Sieg! Die Geschichte des Fußballs im Solling. Verlag Jörg Mitzkat, Holzminden 2001.
- Wolfgang Schäfer: Rebellen des Waldes. Wilderer im Solling. Museum Uslar, Uslar 2004.
- Wolfgang Schäfer (Hrsg.): Heimatfronten. Kriegsalltag im Solling 1939 bis 1945. Verlag Jörg Mitzkat, Holzminden 2005.
- Wolfgang Schäfer: Die Sollinger. Lebenswege im Uslarer Land. Verlag Jörg Mitzkat, Holzminden 2006.
- Detlev Herbst, Lothar Richter, Wolfgang Schäfer: Sie waren unsere Nachbarn. Auf den Spuren jüdischer Menschen im Solling. Bodenfelde, Uslar (ohne Jahresangabe).
- Gerd Gail, Wolfgang Schäfer, Helmut Schreckenbach: Vogelperspektiven. Historische Luftbilder aus dem Uslarer Land. Verlag Jörg Mitzkat, Holzminden 2007.
- Daniel Althaus, Gerd Gail, Wolfgang Schäfer, Helmut Schreckenbach: Kaisers Zeiten. Das Uslarer Land um 1900. Verlag Jörg Mitzkat, Holzminden 2008.
- Thomas Krüger, Jörg Mitzkat, Wolfgang Schäfer (HrsgF.): Landschaften und Menschen. Frühe Fotografien aus dem Weserbergland. Otto Liebert und Heinrich Fritz dokumentieren das Leben im Solling und im Wesertal. Verlag Jörg Mitzkat, Holzminden 2008.